# Felipe Las Heras
Felipe Las Heras del Campo (f. Soria, 1940) fue un periodista, impresor y político español, director y dueño del diario soriano El Avisador numantino desde 1917, después de que su tío Ezequiel Tejero se lo cediera.

## Trayectoria
Fue fundador y director de la Caja de Ahorros de Soria (1912), de la renacida Sociedad Económica Numantina de Amigos del País, presidente de la Escuela de Artes y Oficios de Soria, comisario regio del Consejo Provincial de Fomento de Soria, diputado provincial, vicepresidente de la Diputación, vocal de la Federación de los Sindicatos Agrarios Católicos, vocal y presidente de la Cámara de la Propiedad Urbana, síndico de la Junta de Gobierno de la Confederación Hidrográfica del Duero y presidente de la sociedad anónima Eléctrica de Soria.
En la década de 1920, Felipe Las Heras estuvo en la política provincial soriana. En la siguiente década, fue uno de los fundadores de la Asociación de Escritores Regionalistas Castellanos, que en su corta vida trabajó por la elaboración de un Estatuto de Autonomía para Castilla, tarea que se vio interrumpida por el inicio de la Guerra civil española en julio de 1936.
Su fallecimiento acaeció en 1940. Dos años después de su muerte, El Avisador Numantino dejó de editarse.

## Reconocimientos
En su memoria, las localidades de Castilfrío de la Sierra y Los Villares de Soria cuentan con vías públicas que llevan su nombre.